# Nastätten
Nastätten là một đô thị ở Rhein-Lahn-Kreis, bang Rheinland-Pfalz, Đức. 